# Gradsbetegnelser i redningsberedskabet
Gradsbetegnelserne i redningsberedskabet angiver personens stilling og dermed til dels ansvars- og uddannelsesniveau.

## Beredskabsstyrelsen
Direktion
- Direktør i Beredskabsstyrelsen
- Vicedirektør

Officerer
- Brigadechef
- Kolonnechef
- Sektionschef
- Sektionsleder
- Korpsmester
- Mester
- Mester af reserven

Mellemledere
- Chefsergent
- Seniorsergent
- Oversergent
- Sergent
- Sergent (til pligtig tjeneste)
- Sergentelev

Konstabler
- Korporal (Konstabel m. HL-uddannelse)
- Beredskabsspecialist
- Beredskabsoverkonstabel
- Beredskabskonstabel

Menige
- - Certificeret redningsspecialist
  - Redningsspecialist
  - Kemi/USAR Tekniker
  - Brandmand
  - Assistent
  - Aspirant
  - Hjælpere

## Gradstegn brugt af Beredskabsstyrelsen
| Direktør & Vicedirektør | Direktør & Vicedirektør | Officerer   | Officerer   | Officerer    | Officerer     | Officerer   | Officerer | Officerer          |
| ----------------------- | ----------------------- | ----------- | ----------- | ------------ | ------------- | ----------- | --------- | ------------------ |
|                         |                         |             |             |              |               |             |           |                    |
| Direktør                | Vicedirektør            | Brigadechef | Kolonnechef | Sektionschef | Sektionsleder | Korpsmester | Mester    | Mester af reserven |

| Mellemledere | Mellemledere  | Mellemledere | Mellemledere | Mellemledere                   |
| ------------ | ------------- | ------------ | ------------ | ------------------------------ |
|              |               |              |              |                                |
| Chefsergent  | Seniorsergent | Oversergent  | Sergent      | Sergent (til pligtig tjeneste) |

Kilde: 

## De kommunale redningsberedskaber/brandvæsener
- Beredskabsdirektør eller Beredskabschef
- Viceberedskabsdirektør eller Viceberedskabschef
- Afdelingschef eller Områdechef (f.eks. operativ, klynge, stab, forebyggelse)
- Områdeleder
- Beredskabsinspektør
- Viceberedskabsinspektør , Stationsmester, Brandkaptajn eller deltidsansat Brandstationsleder
- Beredskabsmester eller Brandmester
- Viceberedskabsmester eller Underbrandmester
- Deltidsholdleder med instruktørkompetence
- Deltidsholdleder
- Beredskabsassistent eller Brandassistent
- Brandmand m.v.

| Distinktioner |                                  |                                          |                          |             |                     |                                                                                     |                                               |                                       |                                          |                  |                                    |
|               | Beredskabsdirektør Branddirektør | Viceberedskabsdirektør Vicebranddirektør | Afdelingschef Områdechef | Områdeleder | Beredskabsinspektør | Viceberedskabsinspektør Stationsmester Brandkaptajn deltidsansat Brandstationsleder | Beredskabsmester Brandmester Vicebrandkaptajn | Viceberedskabsmester Underbrandmester | Deltidsholdleder m. instruktørkompetence | Deltidsholdleder | Beredskabsassistent Brandassistent |